# Anna Porphyrogenneta
Anna Porphyrogenneta (auch Anna von Byzanz, russisch Анна Византийская, altgriechisch Άννα, auch Helena (?); * 13. März 963; † 1011/1012) war eine byzantinische Adlige. Sie war die Ehefrau von Wladimir dem Großen, Großfürst von Kiew.

## Leben
Anna war eine Tochter des byzantinischen Kaisers Romanos II. und dessen Ehefrau Theophanu, daher ihr Beiname Porphyrogenneta. Sie wurde am 13. März 963 geboren.
Anna Porphyrogenneta war die von den Ottonen gewünschten Braut für Otto II. (* 955; † 7. Dezember 983 in Rom); (Regierungszeit 973–983), den Sohn des Kaisers Otto I. (des Großen) (Regierungszeit 936–973).
Im Auftrag Kaiser Ottos I. (Regierungszeit 936–973) führte der Kölner Erzbischofs Gero eine Gesandtschaft an den byzantinischen Hof nach Constantinopel. Dort warb er um eine Braut für dessen Sohn Otto II. Eine schwierige Mission, da Otto I. mit dem byzantinischen Kaiser in zwei Punkten im Konflikt lag: Zum einen erkannte Byzanz die römische Kaiserwürde Ottos nicht an, zum anderen rangen beide Kaiser um Macht und Einfluss in Italien. Umso bemerkenswerter war der Erfolg der Gesandtschaft.
Die Verhandlungen für die Vermählung Ottos II. mit einer byzantinischen Prinzessin begannen 967, doch erst die dritte Verhandlung hatte Erfolg. 972 wurde ein Heirats- und Friedensabkommen geschlossen. Die einzige im Purpur geborene Braut, die für den 955 geborenen Otto II. aus Altersgründen in Frage kam, war Anna, die Tochter des Kaisers Romanos’ II. Doch fiel die Wahl des Kaisers Johannes Tzimiskes auf seine Nichte Theophanu (* um 955/60 im Oströmischen Reich; † 15.6.991 Nimwegen), die nur eine angeheiratete Nichte eines Soldatenkaisers war.
So geleitete Gero statt der von den Ottonen gewünschten Anna die etwa 12-jährige Prinzessin Theophanu mit dem 18-jährigen Thronfolger und Mitkaiser Otto II. zur Hochzeit nach Rom.
Im Jahr 988 zog Wladimir der Große mit 6000 Kriegern ins Byzantinische Reich. Er belagerte die Stadt Chersones und drohte, Konstantinopel anzugreifen, wenn er nicht die Schwester der byzantinischen Kaiser Basileios II. und Konstantin VIII. zur Frau bekomme. Diese stimmten widerstrebend zu, unter der Bedingung, dass Wladimir sich taufen ließ und ihnen militärische Hilfe gegen die Bulgaren leisten sollte. Anna folgte „unter Tränen“. Wladimir ließ sich taufen und heiratete Anna Porphyrogenneta.
Nach seiner Rückkehr erklärte Wladimir  das Christentum nach griechisch-orthodoxem Ritus in der Kiewer Rus zur Staatsreligion. Anna soll „viele Kirchen errichtet“ und Wladimir in kirchlichen Angelegenheiten beraten haben.
Anna starb 1011 oder 1012. Ihre Grabstätte lag in der Zehntkirche in Kiew neben Wladimir.
Nachkommen von Anna und Wladimir sind nicht bekannt.